# Gonaddysgenesi
Gonaddysgenesi är ett medicinskt tillstånd med störd utveckling av könskörtlarna, det vill säga äggstockar eller testiklar). Gonaddysgenesi ingår som en del av Turners syndrom, könskromosommosaikism, 46XX-dysgenesi med flera tillstånd. Termen innefattar aplasi (bristande utveckling) såväl som agenesi (avsaknad sedan födseln) av könskörtlarna. Gonaddysgenesi leder till hypogonadism (för låga nivåer könshormoner) och utebliven pubertet.
Det är en störning av könsutvecklingen (intersexualism) och könsdifferentieringen vilket också kallas disorders of sexual development (DSD). DSD undergrupperas efter könskromosomerna och efter eventuella könskörtlars celltyper (äggstockar eller testiklar), och indelas så i fyra grupper: a) XX-DSD, b) XY-DSD, c) ovotestikulär gonaddysgenesi (med både äggstocks- och testikelceller), och d) medfödd avsaknad av könskörtlar.